# Rio Mocoões
Rio Mocoões är ett vattendrag i Brasilien.   Det ligger i delstaten Pará, i den nordöstra delen av landet, 1 700 km norr om huvudstaden Brasília. Rio Mocoões ligger på ön Ilha de Marajó.
I omgivningarna runt Rio Mocoões växer i huvudsak städsegrön lövskog. Runt Rio Mocoões är det mycket glesbefolkat, med 2 invånare per kvadratkilometer.